# Бракамонте, Эктор
Э́ктор Андре́с Бракамо́нте (исп. Héctor Andrés Bracamonte; 16 февраля 1978, Рио-Куарто, Кордова, Аргентина) — аргентинский футболист, выступавший на позиции нападающего.

## Биография

### Игровая карьера

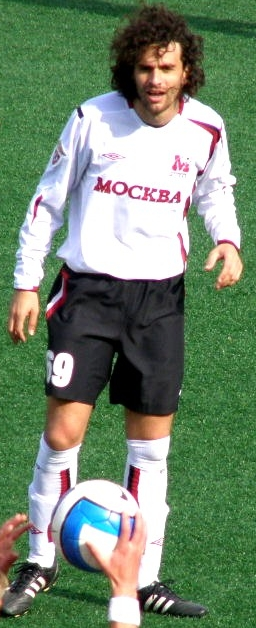
Бракамонте в 2008 году

Начал играть в 1998 году в «Бока Хуниорс». В 1999 году он играл за клуб «Лос—Андес», а потом перешёл в испанский клуб высшего дивизиона «Бадахос». После трёх сезонов в этой команде Брака вернулся в «Боку» на один сезон.
В 2003 году перебрался в Россию и стал выступать за «Торпедо-Металлург» (потом переименованный в «Москву»). Дебютировал аргентинец за новую команду в матче против ярославского «Шинника» в июле. Причем в самых первых играх за новый клуб вызывал у болельщиков и специалистов лишь недоумение; один из журналистов даже назвал его «горой брака». Первый гол в России Эктор забил 1 августа в матче дублирующих составов. Потом Брака получил травму и выбыл на несколько недель. 22 сентября Бракамонте забил свой первый гол в чемпионате России, который правда не спас «Тор-Мет» от поражения. В 26-м туре Эктор сделал дубль и помог металлургам победить раменский «Сатурн». Всего в своём первом сезоне за «Торпедо-Металлург» он сыграл 9 матчей и забил 5 голов.
Следующий сезон стал для аргентинца лучшим в российском отрезке карьеры. 8 марта в матче Кубка России Бракамонте сделал дубль и помог москвичам выиграть у томской «Томи». Этот матч оказался последним для команды под названием «Торпедо-Металлург», потому что её переименовали в «Москву». В первой игре чемпионата против ЦСКА Бракамонте не забил, но был очень активен на поле. Матч завершился нулевой ничьей. 29 марта в матче 3-го тура чемпионата Эктор забил на 11-й секунде матча с московским «Спартаком», но благодаря двум пенальти, которые реализовал Дмитрий Парфёнов «красно-белые» выиграли 3:2. Этот гол стал самым красивым голом тура по версии «Спорт-Экспресс» и самым быстрым голом чемпионата России начиная с 2000 года. Тогда же Браке дали прозвище «Футбольный Пушкин». В матче против «Локомотива» Бракамонте на 22-й минуте забил победный гол в ворота «железнодорожников», а также имел ещё несколько возможностей забить. Из-за дисквалификации Бракамонте не смог сыграть в ответном матче 1/4 Кубка России. В 9-м туре чемпионата России Эктор помог «Торпедо-Металлург» избежать поражения в матче с подмосковным «Сатурном», а в следующем туре забил победный гол в ворота волгоградского «Ротора». 28 мая команда «Торпедо-Металлург» сменила название на «Москву». 2 июня Брака сыграл за сборную легионеров чемпионата России. Его команда проиграла 3:1. В 14-м туре аргентинский нападающий помог «горожанам» победить ярославский «Шинник». 16 августа Эктор опять забил в дерби против «Торпедо», что, правда, не помогло «Москве» победить. В 28-м туре чемпионата Эктор забил в ворота московского «Спартака». Матч завершился со счётом 2:3 в пользу «красно-белых». Всего за сезон Бракамонте сыграл 30 матчей и забил 11 голов, отдал 3 голевых паса. Он стал пятым в бомбардирской гонке.
В 2005 году за 27 проведённых матчей аргентинец забил шесть голов. Следующий год стал худшим для игрока в России — всего 3 гола в 26 играх. В сезоне 2007 года Бракамонте в первом же матче забил победный гол в игре против «Луча-Энергии», который, к тому же, стал первым в чемпионате.
Эктор Бракамонте — рекордсмен футбольного клуба «Москва» по количеству сыгранных матчей и забитых мячей в российской премьер-лиге.
28 июля 2009 года перешёл в «Терек». 14 июня 2011 года после отставки Рууда Гуллита вошёл в тренерский штаб и стал играющим тренером команды.
1 августа 2011 года Бракамонте подписал контракт с «Ростовом». В своём первом же матче против «Волги» открыл счёт забитым голам за новую команду. По окончании сезона покинул команду и вернулся на родину.
12 июля 2012 года подписал контракт на один сезон с «Росарио Сентраль».
Последним клубом в карьере 35-летнего футболиста стал «Атлетико Сармьенто», за который он не провел ни одного матча, в итоге разорвав контракт по обоюдному согласию.

### Тренерская карьера
В апреле 2022 года был назначен на должность главного тренера уругвайского клуба «Серро-Ларго».

### Вне поля
Увлекается музыкой: поёт под гитару и сочиняет песни, в его репертуаре есть композиции на испанском, английском и русском языках. За время выступлений в России хорошо освоил русский язык. В 2004 году провёл мастер-класс в школе. Также ценит искусство и любит ходить в театры.

## Достижения
- Вице-чемпион Аргентины (2): Апертура 2002, Клаусура 2003
- Финалист Кубка России: 2006/07